# Myzocallis pakistanicus
Myzocallis pakistanicus är en insektsart som först beskrevs av Hille Ris Lambers 1966.  Myzocallis pakistanicus ingår i släktet Myzocallis och familjen långrörsbladlöss. Inga underarter finns listade i Catalogue of Life.